# Manfred Gstatter
Manfred Gstatter (ur. 25 listopada 1979 w Sankt Martin am Tennengebirge) – austriacki narciarz alpejski, dwukrotny medalista mistrzostw świata juniorów.

## Kariera
Po raz pierwszy na arenie międzynarodowej Manfred Gstatter pojawił się 17 grudnia 1994 roku w Neustift im Stubaital, gdzie w zawodach FIS Race zajął 52. miejsce w gigancie. W 1998 roku wystartował na mistrzostwach świata juniorów w Megève, gdzie zdobył srebrny medal w tej samej konkurencji. W zawodach tych rozdzielił na podium swego rodaka, Benjamina Raicha oraz Silvano Beltramettiego ze Szwajcarii. Podczas rozgrywanych rok później mistrzostw świata juniorów w Pra Loup zwyciężył w supergigancie. Na tej samej imprezie był też czwarty w zjeździe, walkę o podium przegrywając z kolejnym Austriakiem Thomasem Graggaberem o 0,06 sekundy. Startował głównie w zawodach Pucharu Europy, w których zadebiutował 5 stycznia 1998 roku w Kranjskiej Gorze, gdzie nie ukończył drugiego przejazdu giganta. Najlepsza lokatę w zawodach tego cyklu wywalczył 14 lutego 2002 roku w Sella Nevea, gdzie supergiganta ukończył na piętnastej pozycji. Najlepsze wyniki osiągnął w sezonie 2001/2002, który kończył na 96. miejscu w klasyfikacji generalnej. Nie startował na mistrzostwach świata ani igrzyskach olimpijskich. W 2006 roku zakończył karierę.

## Osiągnięcia

### Mistrzostwa świata juniorów
| Miejsce | Dzień     | Rok  | Miejscowość | Konkurencja | Czas biegu  | Strata  | Zwycięzca             |
| ------- | --------- | ---- | ----------- | ----------- | ----------- | ------- | --------------------- |
| 2.      | 28 lutego | 1998 | Megève      | Gigant      | 2:01,62 min | +0,75 s | Benjamin Raich        |
| DNF1    | 1 marca   | 1998 | Megève      | Slalom      | 1:23,06 min | -       | Benjamin Raich        |
| 4.      | 10 marca  | 1999 | Pra Loup    | Zjazd       | 1:08,50 min | +0,14 s | Klaus Kröll           |
| 1.      | 11 marca  | 1999 | Pra Loup    | Supergigant | 1:11,87 min | -       | -                     |
| 16.     | 13 marca  | 1999 | Pra Loup    | Gigant      | 1:48,10 min | +2,04 s | Christoph Alster      |
| DNF1    | 14 marca  | 1999 | Pra Loup    | Slalom      | 1:34,96 min | -       | Massimiliano Blardone |

### Puchar Europy

#### Miejsca w klasyfikacji generalnej
- sezon 1998/1999: 127.
- sezon 1999/2000: 127.
- sezon 2000/2001: 127.
- sezon 2001/2002: 96.
- sezon 2002/2003: 231.

#### Miejsca na podium
Gstatter nie stawał na podium zawodów PE.